# 文绣
文繡（1909年12月20日—1953年9月17日），字蕙心，自號愛蓮，汉名傅玉芳，蒙古族，鄂爾德特氏，滿洲鄂爾德特氏端恭之女，為清朝末代皇帝溥儀的妾室，溥儀冊封她為淑妃，但并不喜欢她。此後直至兩人於1931年離婚為止，未再得進封。

## 生平
文繡生於1909年12月20日（宣統元年農曆十一月初八），乳名大秀。文繡的家是蒙古八旗中的鄂爾德特氏，在八旗中屬於上三旗的鑲黃旗。文繡祖上於清顺治元年（1644年），家族跟随多尔衮入關，按所在旗被分配在北京安定門内定居。乾隆三十六年，文绣先祖和瑛中进士，先后担任主事、布政使、侍郎、巡抚及兵部尚书，高祖父壁昌仕至两江总督，曾祖父同福任郎中，祖父錫珍官至吏部尚书。父親名端恭，曾任內務府主事。文繡為端恭的繼配蔣氏的長女，有一妹名文珊；有一兄名文宽，早年夭折。文绣的一位姑奶奶嫁给了镇国公溥楣，文绣的姑姑则嫁给了辅国公溥纲，还有一位堂姐嫁给了镇国公毓璋。曾有一位皇族后裔评价末代皇后与妃出身：“皇后出身新贵，家境富有，时髦靓丽。淑妃出身旧家，门第虽高，已显没落。”

### 成为皇妃
1917年，文繡八歲時到北京私立敦本小學讀書，天資頗為聰穎。她當時學名傅玉芳。
1921年初，文繡刚过11岁，宫里传来要为已退位但仍保留帝號的溥儀选皇后的消息，她的五叔華堪来和母親蒋氏商量，要给文繡照个相片送去參加選妃。溥儀當時無心選皇后，拿筆隨便在圖冊上畫了一個圈，那個人就是文繡，但因為她相貌不佳，而婉容很美，且家境富有，於是婉容則是皇后，文繡成為妃子。 
1922年11月29日至12月3日，溥仪大婚，时长五天。29日，文绣嫁妆进宫。30日，婉容嫁妆进宫，行皇后册立礼。随后未满13岁的文绣进宫，成了16岁的溥仪的淑妃。進宮後，文繡住在西六宮的長春宮，長春宮曾是慈禧太后住過二十三年的地方，裝飾華麗，陳設精美，但是文绣的心情一直抑郁苦悶。文繡並未獲得溥儀的寵幸，她每天早上梳洗完畢，就先到溥儀的寢殿問安，再到婉容皇后和诸位太妃的寢宮中依序請安，之後回到她所居住的長春宮並關上宮門，過著簡單樸素的日子，或刺繡或教長春宮的宮女認字。文绣自幼喜歡讀書寫字，長春宮的西配殿承禧殿是她的書房，诸位太妃和宮中僕役都對文繡的嫻靜有禮讚譽有加，但這未能改善溥儀對她的冷落，相反的，不論是在紫禁城、或於民國十三年隨溥儀岀宮之後，溥儀都明显偏向皇后婉容。她和溥儀九年的婚姻，可以說是一段灰慘黯淡的歲月。
1924年聯同皇帝溥儀及皇后婉容離開紫禁城，前往天津張園暫住。
在1925年天津，溥儀下榻在張彪的私人花園中的一幢三層樓的白色小洋房裡，他和婉容住在二樓，而把文繡拋在樓下和仆人们同住。在一個農曆除夕的晚上，溥儀和婉容在寢宮嬉戲，這時，有宦官奏報淑妃用剪刀捅自己的小腹，溥儀生氣地說：「她慣用這伎倆嚇唬人。誰也不要理她！」而這件事也造成日後「刀妃革命」的導火線。
文繡在1931年申辦離婚手續，正式離開溥儀。離婚後，前清的舊臣力勸溥儀褫奪文繡的封號。

### 刀妃革命
1931年8月25日，文繡从天津住所静园出走，住进宾馆，並通过律师正式向溥儀要求離婚，原因是她再也承受不了溥儀對她的冷落，和宮中的不自由。這件事情對遜清皇室及前清王公大臣，還有溥儀本身都造成相當大的震撼，可以說是對舊式文化的一種挑戰。之後的兩個月，文繡堅持自己的想法，不顧家族的反對和指責，也不理睬溥儀聘請的律師所提出的和解方案，堅決向天津地方法院要求和溥儀離婚。
当时，溥仪的代理律师为林棨和林廷琛，文绣的代理律师为张绍曾、张士骏和李洪岳。双方律师寻求庭外和解，于1931年10月22日达成离婚协议。
文繡二叔的儿子文綺為此寫了一封信，並將之登在報上指責她：
蕙心二妹鑒：

頃聞汝將與遜帝請求離異，不勝駭詫。此等事件，豈我守舊人家所可行者？我家受清室厚恩二百餘載，我祖我宗四代官至一品。且漫云遜帝對汝並無虐待之事，即果然虐待，在汝亦應耐死忍受，以報清室之恩。今竟出此，吾妹吾妹，汝實糊塗萬分，荒謬萬分矣！
而文繡也不甘示弱地回了一封信給文綺：
文綺族兄大鑒：

妹與兄不同父，不同祖，素無來往，妹入宮九載未曾與兄相見一次，今我兄竟肯以族兄關係，不顧中華民國刑法第二百九十九條及三百二十五條之規定，而在各報紙上公然教妹耐死。又公然誹謗三妹，如此忠勇殊堪欽佩。惟妹所受祖宗遗训，以守法为立身之本：如为清朝民，即守清朝法；如为民国民，即守民国法。逊帝前被逐出宫，曾声明不愿为民国国民，故妹袖藏利剪，预备随逊帝殉清。嗣因逊帝来津，做民国国民一分子，妹又岂敢不随？既为民国国民，自应遵守民国法律。查民國憲法第六條，民國國民無男女、種族、宗教、階級之區別，在法律上一律平等。妹因九年獨居，未受過平等待遇，故委託律師商榷別居辦法，此不過要求遜帝根據民國法律施以人道之待遇，不使父母遺體受法外凌辱致死而已。不料我族兄竟一再誣妹逃亡也、離異也、詐財也、违背祖宗遗训也、被一般小人所骗也、为他人作拍卖品也... ...种种自残之语不一而足，岂知妹不堪在和解未破裂以前不能说出之苦，委托律师要求受人道待遇，终必受法律之保护。若吾兄教人耐死，系犯公诉罪。检察官见报，恐有检举之危险。理合函請我兄嗣後多讀法律書，向謹言慎行上作工夫，以免觸犯民國法律，是為至盼。
這封義正辭嚴的回信，和「皇妃與皇帝離婚」一事傳開後，被當時的人們稱之為「刀妃革命」。淑妃文繡的妹妹文珊是她家族中唯一一位支持她與溥儀離婚的人。
溥儀不願鬧上法院，遂經雙方律師交涉“私了”，在經過兩個月的雙方律師簽字和談的結果是：淑妃文繡和清逊帝溥儀完全斷絕關係，溥儀必須支付五萬五千銀元作為贍養費，而文繡終身不得再嫁，雙方互不損害名譽。
溥儀被迫答應離婚後，為挽回體面於1931年9月13日在京、津、滬報紙上發布廣告刊登“上諭”：“淑妃擅離行轅，顯違祖制，撤去原封位號，廢為庶人，欽此。”

### 晚年生涯
文繡離婚後雖然過回平民的生活，但仍維持宮中的習慣，比如僱4個傭人；洗手要三次，且一次比一次溫度高而又不能燙手。後來她用傅玉芳的名字去了北平私立四存中小学教授國文國畫課程，把整個身心的愛都獻給了孩子們。但不久她被發現就是末代皇妃文繡，每天引起眾多人来學校圍觀，記者也來報導，最後她不堪壓力，辭職離開了學校。
辭職之後，僅僅芳齡24歲的她在劉海胡同的四合院里過著隱居的生活，但還是被發現，也有求婚者，但因著和溥儀的約定，通通拒絕。她後來不能繼續維持奢靡的生活，變賣了珠寶首飾等，投奔了表哥。其後做過各種粗活，最後去街頭賣香煙，卻也被記者曝光。不堪壓力之下，她選擇了落荒而逃。
1947年，38歲的文繡經過熟人介紹在《華北日報》當了一名校對。對日抗戰勝利後，與報社社長的表弟、時任北平行營長官李宗仁部下少校軍需官、40多歲國軍軍官河南人劉振東結婚，婚宴擺在北平當時著名的東興樓，光是魚翅就有10桌，她的丈夫後來開了板車租車行，於地安門外白米斜街租了三間房屋安家度日，文繡當起了家庭主婦。但時局動蕩，家庭破產，只得變賣家產換到逃難的船票，而北平卻已經被圍城。最後劉振東向政府交待了歷史問題，在清潔隊找到了一份工作，兩個人在10平米的房子里過著清貧的生活。
1953年9月17日晚10時，文繡因心梗死於家中，年仅44歲，只有劉振東守在身旁。事後由劉振東所在清潔隊幫助釘了一具木板薄棺，埋葬在安定門外的義地裏，她也是中國歷史上唯一一位擔任過教職的皇妃。

## 家庭
- 天祖父和瑛
- 高祖父壁昌
- 曾祖父同福
- 曾祖母愛新覺羅氏，惟勤之女。
- 祖錫珍，清吏部尚書，生六子。
- 祖母碧鲁氏，福济第三女
- 父 端恭，錫珍第一子。
- 母 蔣氏，端恭续弦
- 姐，本名不詳，人稱「黑大姐」，端恭元配博爾濟吉特氏唯一孩子。
- 妹 文珊，小名「二秀」，文繡胞妹。慶親王奕劻之孫溥鈞嫡妻，但《末代皇帝溥儀在天津》說文珊嫁載振之子溥銳，溥銳第一女毓宜（金宛如）已證明「文珊并非溥銳外室」，而是溥鈞嫡妻[永久]。

## 延伸阅读
[在维基数据编辑]
 《清史稿/卷214》，出自趙爾巽《清史稿》
 在维基共享资源阅览影像